# 烏啼
烏啼（からすなき）は神奈川県秦野市・平塚市にまたがる地域名・小字名・通称地名。

## 地理・概要
真田に存在する小字としては字烏啼、南矢名に存在した小字としては字烏啼及び字烏啼谷戸（からすなきやと）、鶴巻に存在した小字としては字烏啼である。
かつては閑散とした村はずれの地域であったが、大住郡（後に中郡）大根村大字北矢名字雑敷（現・秦野市南矢名）に小田急電鉄小田原線大根駅（現・東海大学前駅）が開通すると開発が始まり、その後東海大学湘南校舎がほど近い平塚市北金目に開学すると宅地として急速に発展した。
- 地区の真ん中を神奈川県道613号曽屋鶴巻線が通過する。そのうちの東海大学前駅入口の交差点付近から坂を登り東海大学の前に出るまでがおおよその烏啼の範囲である。
- 前述のとおり東海大学湘南校舎が近く、学生向けのアパートなど賃貸物件が多数存在するため昼夜を問わず学生の姿を見かける。

## 歴史
- 1835年（天保6年） - 烏啼の名が史料上はじめて姿を現す（『天保六年相模国大住郡南北矢名村絵図』）。現在の住所では平塚市真田の西部・秦野市南矢名一丁目東部・同市鶴巻南二丁目南端にあたり、2009年現在行政上の地名としては平塚市真田の小字（字烏啼）としてのみ残る。
- 1927年（昭和2年） - 秦野出身の詩人・前田夕暮の随筆によるとこの頃は馬焼場及び馬捨て場として使われていた
- 1992年（平成4年） - 秦野市鶴巻地区において住居表示が実施され烏啼のうち鶴巻に位置する箇所（字烏啼）が行政上の地名から消失する
- 1993年（平成5年） - 秦野市南矢名地区において住居表示が実施され烏啼のうち南矢名に位置する箇所（字烏啼・字烏啼谷戸）が行政上の地名から消失する
  - 2010年（平成22年）現在、平塚市・秦野市どちらの自治体も施設名などには使っていない。

## 文献
- 前田夕暮 『前田夕暮全集 第四巻 散文II』（1973年 角川書店）
- 石塚利雄 『秦野地方の地名をたずねて』（1976年 秦野高速印刷）
- 小川治良 『平塚市地名誌事典』（2000年 原印刷）
- 秦野市（編）『秦野市史 第二巻』（1982年 秦野市）
- 秦野市（編）『秦野市字別区分図』（1983年 秦野市）
- 秦野市（編）『秦野市字界図』（1993年 秦野市）
- 秦野市（編）『秦野市内全地区小字一覧表』（2008年 秦野市）